# San Francisco (metropolitana di Madrid)
San Francisco è una stazione della linea 11 della metropolitana di Madrid. Si trova sotto Avenida de los Poblados, nell'omonimo quartiere del distretto di Carabanchel.

## Storia
Il 18 dicembre 2006 viene aperta al pubblico la stazione, come parte del prolungamento della linea da Pan Bendito alla stazione stessa di La Peseta. Tale prolungamento con una lunghezza di 2,7 km ha avuto un costo pari a 172 milioni di euro.

## Interscambi
- 47, 108, 118, 121, 131, 155
- 485
- N16